# Equus africanus somalicus
El asno salvaje somalí (Equus africanus somalicus) es una subespecie del asno salvaje africano en grave peligro de extinción. Sus últimas poblaciones ocupan áreas dispersas de Somalia, Eritrea y Etiopía.
Esta subespecie de asno salvaje se caracteriza por tener rayas horizontales en las patas, semejantes a las de las cebras, que no aparecen en la otra subespecie silvestre, el asno salvaje nubio (Equus africanus africanus), ni en los asnos domésticos (Equus africanus asinus).

## Distribución actual y hábitat
Es probable que haya menos de 1.000 animales (o incluso 700) en la naturaleza y la Lista Roja de especies en peligro de extinción de la UICN lo describió como "en peligro crítico". Esto significa que se enfrentan a un riesgo extremadamente alto de extinción en la naturaleza.
Unos pocos cientos de ejemplares viven en Somalia, Yibuti, Eritrea y Etiopía. 

## Reproducción
Los asnos salvajes somalíes suelen dar a luz en primavera, una característica común entre los équidos, después de un año de gestación. En cuestión de horas, el potro está sobre sus patas y sigue el ritmo de su madre. Alrededor de los cinco días de edad, el potro ya está mordisqueando la hierba. Sin embargo, cuando tiene dos semanas de edad, el potro está pastando regularmente, todavía depende de la leche de su madre para obtener líquidos. El potro es destetado entre los 12 y los 14 meses, pero aún permanece cerca de su madre, y solo sale para jugar o alimentarse con los otros potros del rebaño.

## Comportamiento
Debido a los recursos limitados que se encuentran en su hábitat, los asnos salvajes somalíes viven en una sociedad de fisión-fusión. La mayoría de los adultos viven solos, pero a veces forman pequeñas manadas formadas por hembras y sus crías. En las áreas que tienen más recursos, o tienen más lluvia, a veces se fusionan para formar manadas temporales más grandes. Los sementales pueden mantener territorios de hasta nueve millas cuadradas. Con frecuencia dejan montones de estiércol como marcadores para recordarles los límites de su territorio. Si bien las hembras son bienvenidas en sus territorios, los sementales a menudo luchan contra otros machos que intentan aparearse con las hembras en sus territorios. Sin embargo, se ha observado que los sementales permiten que los machos entren en sus territorios para pastar, siempre y cuando no muestren interés en su harén. 

## Cautiverio

### Población mundial
A partir de 2011, había alrededor de 200 individuos en cautiverio en todo el mundo que vivían en 34 zoológicos, así como tres animales (a partir de 2009) en la Reserva Natural de Yotvata Hai-Bar en Israel, al norte de Eilat. El libro genealógico internacional está gestionado por el Tierpark de Berlín. 

### Zoo de Basilea

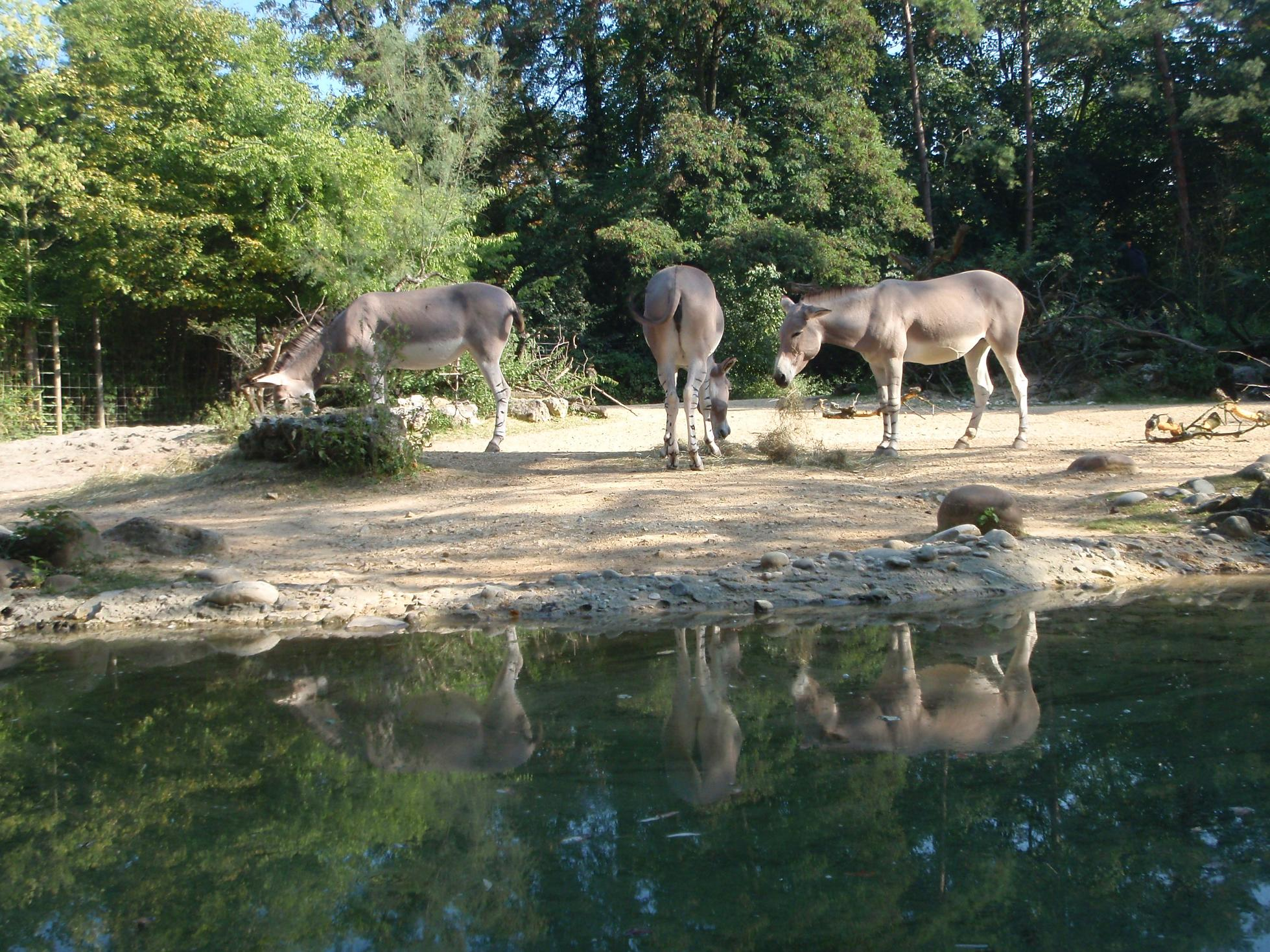
Asnos salvajes somalí en el Zoológico de Basilea

El zoológico líder para la cría de este raro es el Zoológico de Basilea, Suiza. Su programa de cría gestiona el libro genealógico europeo para el salvaje somalí y coordina el Programa Europeo de Especies en Peligro de Extinción (EEP) así como el comité mundial de especies del salvaje somalí desde 2004. 
El zoológico de Basilea comenzó a criar asnos salvajes somalíes en 1970 y tuvo su primer nacimiento en 1972. Desde entonces, 11 sementales y 24 hembras (a partir de 2009) nacieron y sobrevivieron a la infancia.  Hoy en día, todos los burros salvajes somalíes en cautiverio están relacionados con el grupo original del zoológico de Basilea. 
A partir del 18 de enero de 2012, hay cuatro burros salvajes somalíes en Basilea: el semental "Gigolo" (3) y tres hembras (entre ellas "Yogala"-14).

### Francia
Desde 1987, la Reserva Africana de Sigean, en el sur de Francia, ha tenido varios asnos salvajes somalíes, con nacimientos regulares, incluidos dos el 30 de junio de 2010 y el 29 de marzo de 2013.

### Estados Unidos
Solo cinco instituciones crían asnos salvajes somalíes en los Estados Unidos: el Zoológico de Dallas, el Zoológico de San Luis, el Parque Safari del Zoológico de San Diego, el Zoológico de Miami y la Conservación del Roble Blanco en Yulee, Florida. White Oak recibió una manada en 2008 como parte de un esfuerzo internacional para salvar al salvaje somalí de la extinción. Desde entonces, el rebaño ha producido 18 potros, incluidos varios nacidos en la primavera de 2013.  El zoológico de Dallas acaba de tener dos potros salvajes somalíes, ambos hembras, uno nacido el 9 de julio y el otro el 19 de julio de 2017. El nacimiento más reciente del zoológico de Saint Louis fue el 30 de julio de 2019. 
El Parque Safari del Zoológico de San Diego es el hogar de once asnos salvajes somalíes, la población más grande de asnos salvajes somalíes en América del Norte. El parque recibió su primera manada del zoológico de Basilea en 1981. Su primer potro nació en 1986. Desde entonces, han nacido 49 potros, siendo el más reciente una hembra nacida el 17 de marzo de 2018. San Diego Zoo Global también trabaja para ayudar a salvar esta especie en peligro de extinción en la naturaleza.

### Domesticación

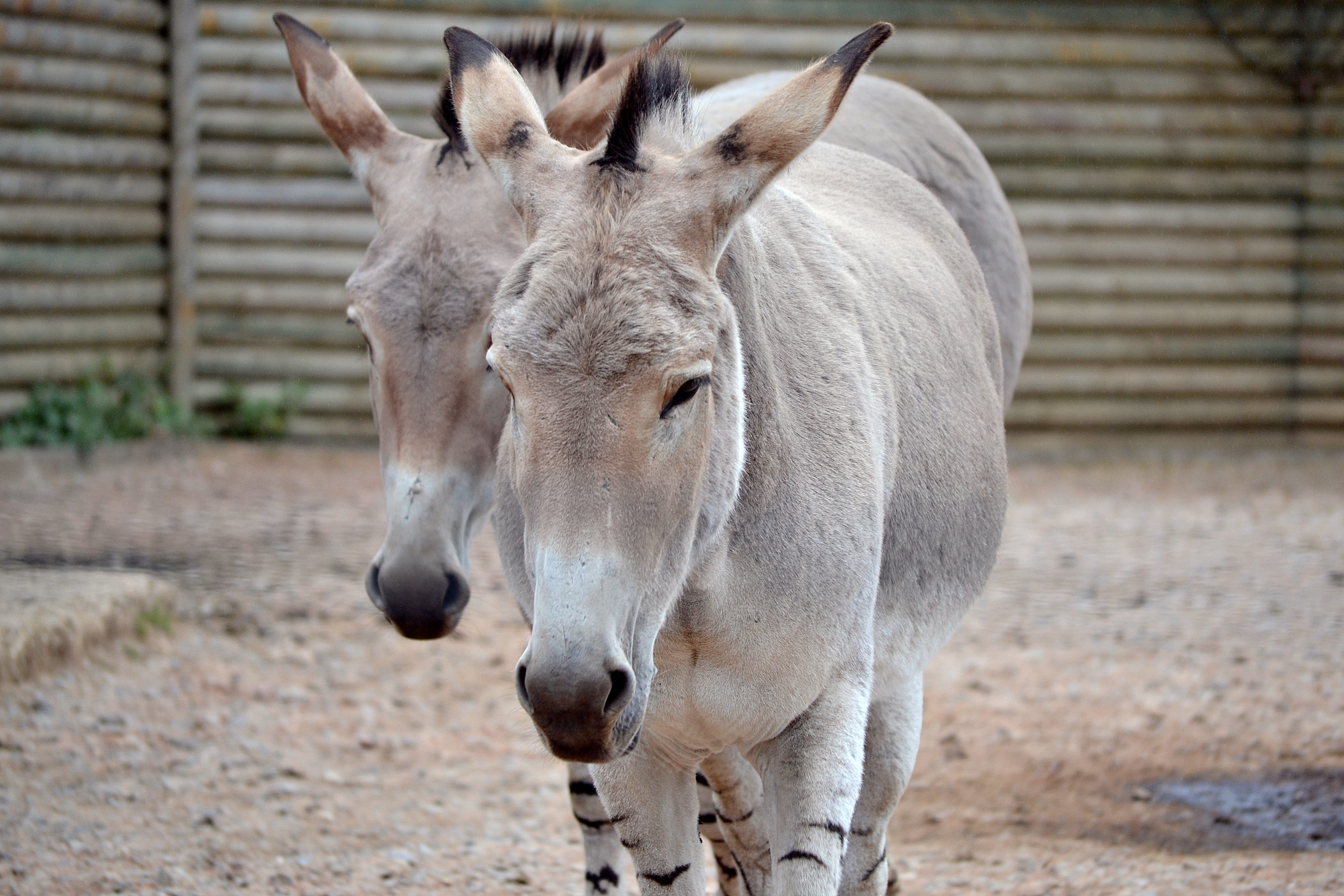
Dos asnos somalí en el Zoológico de Marwell

Los burros domésticos que se encuentran en Italia suelen descender del salvaje somalí, a diferencia de los de otros países europeos donde el ganado domesticado suele descender del salvaje nubio.

## Conservación
Un proyecto de conservación (apoyado principalmente por el zoológico de Basilea) en Eritrea contabilizó (antes de 2014) 47 asnos salvajes somalíes que vivían en las montañas entre la península de Buri y la depresión de Dallol, que se encuentra dentro de la depresión de Danakil, cerca de la frontera de Eritrea con Etiopía.
Como se mencionó anteriormente, existe una población protegida de asnos salvajes somalíes en la Reserva Natural de Yotvata Hai-Bar. Esta reserva israelí fue establecida en 1968 con el objetivo de reforzar las poblaciones de especies desérticas en peligro de extinción.